# 1379 Lomonosowa
1379 Lomonosowa је астероид главног астероидног појаса са средњом удаљеношћу од Сунца која износи 2,526 астрономских јединица (АЈ).
Апсолутна магнитуда астероида је 11,05 а геометријски албедо 0,077.